# Antipus
Antipus es un género coleoptera de la familia Chrysomelidae.

## Especies
Las especies de este género son:
- Antipus afghana (Medvedev, 1978)
- Antipus endrodyyoungai (Medvedev, 1989)
- Antipus filitarsis (Lacordaire, 1848)
- Antipus hebraica (Lopatin, 1996)
- Antipus israelita (Medvedev, 1992)
- Antipus jacobyi (Medvedev, 1989)
- Antipus robusta (Medvedev, 1993)
- Antipus tripartita (Medvedev, 1989)
- Antipus urikkana (Tomov, 1983)
- Antipus wittmeri (Medvedev, 1979)